# Santiria apiculata
Santiria apiculata là một loài thực vật thuộc họ Burseraceae. Loài này có ở Indonesia, Malaysia, Philippines, và Singapore.